# エバークエスト
『エバークエスト』（EverQuest）は、Sony Online Entertainment（SOE）により1999年3月に米国でサービスを開始したWindows用のMMORPGである。（現在はMac用もあり。ただしサーバはWindows用サーバとは別でMac専用サーバへ接続となる。）続編としてエバークエスト2も存在する。エバークエスト1の世界を舞台にした公式小説の日本語訳版「エバークエスト 連合帝国（combine empire）の興亡」はアスキー・メディアワークスから2008年4月25日に発売。

## 概要
ゲームは基本的に1人称視点 (他の視点も存在する) の3D世界の中で進行し、プレイヤーは「ノーラス(Norrath)」と呼ばれる世界の冒険者として活動を行う事になる。同時期のMMORPGであるウルティマオンラインなどと比較して、本作は探検や戦闘に重きのおかれたゲームデザインとなっている。
そういった設定は歴史書や手記、語り継がれる伝説、土地や建築物に冠された名称、種族の生い立ちや種族間の対立といった形でエバークエストの世界を彩っている。特に後述するFactionシステムは、ノーラスの歴史に基づいて細かく設定されている。

## ゲーム内容
プレイヤーはほんの少しの持ち物と共に、自分のキャラクターの種族の街に一人投げ出されるところからゲームが始まる。プレイヤーは比較的安全な場所で少しずつ経験を積み、ある程度力を蓄えて少しずつ未知の土地に踏み出してゆく。
本作におけるプレイフィールドは、ゾーンと呼ばれる。ゾーンには出現するモンスターの強さによって、低いLV向けのゾーンから、高いLVのプレイヤーが数十人で攻略するレイド(Raid)推奨のゾーンまで、様々なバリエーションが存在する。基本的にはプレイヤーは主に6名からなるグループを組み、それぞれの能力をあわせて敵と対峙していくことになる。また、クラス、信仰、種族によって、様々なクエストが存在し、そうしたクエストを達成していくことも本作品の大きな楽しみ方のひとつである。

### 種族:Race
16種類の種族が存在し、種族によって冒険を開始する都市/選択可能な信仰/クラスに違いがある。各種族はGood（善）/Neutral（中立）/Evil（悪）の属性を生まれつき持っており、どの属性なのかはその種族がどの神によって生み出されたかや歴史背景による。この属性はFaction（派閥）に大きく影響する(Factionについては後述する）。
Good種族
ハイエルフ(HIE)
「いにしえの時代」(The Elder Age)にテュナレによって創造された、聡明にして長寿、優雅で美しい種族。別名Koada'dal。
テュナリア大陸(現在のアントニカ大陸)に一大文明を築くが、その栄華に嫉妬したソルセック・ローによって焼き払われ、それを機にフェイドワー大陸(Faydwer)に移住し、知的で優雅な首都フェルウィズ(Felwithe)を築いた。彼等の栄華の名残は一面荒野と化しているロー砂漠一帯に見られる。なお当作品のパッケージを代々飾っている「杖を持ったエルフの女性」は、彼等の王女にしてパラディンのフィリオナ・ヴィー(Firiona Vie)である。
身体能力は最低水準だが、敏捷性や知性に長ける。多くの者が術師を目指すが、テュナレへの信仰を示すためパラディンになる者も少なくない。
創造の経緯上、ダーク・エルフとは絶対的な敵対関係にある。
ドワーフ(DWF)
「いにしえの時代」にブレル・セルリスによって創造された、小柄だが屈強で、女性でも伸ばした髭を誇りとする小人族。ノームの親戚に当る。
フェイドワー大陸の地下に質実剛健なドワーフらしい首都カラディム(Kaladim)を築いている他、一部の挑戦者達が希少な鉱石を求めてベリオス大陸(Velious)に渡り、先住者であるドラゴンやジャイアントと争いながらグレート・ディバイト(Great Divide)の一角にサーガディン(Thurgadin)を勝ち取った。彼等は仲間達を生かすため犠牲となった指導者の名にちなんでコルデイン(Coldain)と名乗っている。ゲーム難度の都合上「サーガディン出身のドワーフ」は作れない。
身体能力が高く、一方で知性や魅力は極めて低い。また長い地下生活から方向感覚を持っている。多くの者が戦士を志すが、ブレス・セルリスへの信仰に厚いため、頑強かつ優秀なパラディンやクレリックも輩出している。髭顔の女性が見られる唯一の種族でもある。
ハーフリング(HFL)
「不滅の時代」(The Age of Monuments)初期にブリッスルベインによって創造された、悪戯好きで享楽的、旅行を愛する小人族。足の甲に生えた毛が特徴。
アントニカ大陸北部のリバーベイル(Livervale)に暮らしており、隣接するラニーアイの開放地(Clan Runny Eye)から略奪にやってくるゴブリン達とは犬猿の仲。故に本拠のゴブリン達を蹴散らして進んだ先にあるカラナ平原の大広野を駆け回るのが一人前の証となる。
身体能力では敏捷性と器用さが高い。反面知性が低く、悪戯好きでトラブルメーカーな性格が災いして魅力も低い。最初から忍び足を持つためローグを目指す者も多いが、ブリッスルベインに対する信心厚い種族でもあるため、クレリックやパラディンも多くはないが存在する。身体能力そのものは低くないため希少ながらウォーリアーさえ存在し、その進路は小人族の中ではノームには劣るものの幅広い。
フロッグロック(FRG) (expansionThe Legacy of Ykeshaで追加)
アントニカ大陸南部に生息していた種族で、創造主は不明(後付け設定でミサニエル・マーが創造主となる)。カエルが直立歩行しているような姿の種族。
イノシュール沼(Innothule Swamp)に存在するガック(Guk)の居住者で、プレイヤーにとってはただのMob扱いではあったが、ガック内部で生者カエルと死者カエルで内部対立している関係上Factionがあり、お金やアイテム渡すと独特の声「Frrrroooooaaaaakkkkk!」で喜んでくれるなど、愛嬌のある存在として広く認知され、プレイヤー達の間でエバークエストのマスコット的存在となる。これらの経緯からGM Eventとして「フロッグロックの奴隷解放戦」が行われ、レイド規模の戦闘でトロルの首都グロッブ(Grobb)が陥落。現地はフロッグロックの首都ガクタ(Gukta)として再利用され、彼等もまたプレイヤーキャラクターの仲間入りを果たしたが、新調された彼等のグラフィックには「開発陣はわかってない」と絶望の声が漏れた。またクナーク大陸にも新たに生息が確認されたが、こちらには全く愛嬌がないためガック産ほどの人気はない。
全体的に能力値が高く、中でも敏捷性と器用さが高い。魅力こそ低いものの、職業の幅も広く、それらに問題なく適応できるだけの資質を持っている。またカエルだけあって最初から水泳が達者。

Neutral種族
ヒューマン(HUM)
「失われた時代」(The Lost Age)後期にバーバリアンから産まれた突然変異種。所謂「人間」。神々の最後の干渉と言われている。
古代文明の発掘を行い、急速に繁栄、連合帝国(Combine Empire)を建国して世界全土を制したが、間もなく帝国は滅亡し、現在はアントニカ大陸の東西に分かれてフリーポート(Freeport)とケイノス(Qeynos)に居住している。帝国の滅亡に学んで秩序と安定を重んじる派閥と、力有る帝国の復活を目論む一派で衝突しており、後者がエルダイトとして新勢力を築いている。彼等の首都のひとつであるフリーポートは、拡張版Plane of Powerが実装されるまでプレイヤーの活動の中心だった。一方「SonyEQ」を逆読みした『公式首都』ケイノスは構造の猥雑さが災いして時間とともに過疎化している。
能力的にも平均的な種族で、シャーマン以外のすべてのキャラクタークラスを選択できる抜群の自由度を誇る。一方で他の種族にあるような尖がった優位・特性がないため、スペシャリストには一歩劣ってしまう。しかし感情移入のし易さは抜群。
エルダイト(ERU)
「 啓蒙の時代」(The Age of Enlightnment)に産まれたヒューマンの突然変異種。浅黒い肌と異様なまでに縦長に伸びた額が最大の特徴。
ヒューマンから分裂した直後、自らハイ・マン(High Man)を名乗り、呪文に傾倒するがまま各文明圏に潜伏して多くの呪文・秘術を盗み出したが、内乱に端を成す大戦争によって大損害を被って以来、エルディン(Erudin)とペイニール(Paineel)にそれぞれ住み分けて不干渉を貫いている。また先住民ケラ(Kerra)を虐待、ノーラスの衛星(Lucrin)に追放する事でバー・シアー誕生の発端を作っている。
若干身体能力が低く、一方で知性と信仰心に優れる。また設定や容姿からは想像もつかないが魅力は平均的。
ノーム(GNM)
「いにしえの時代」にブレル・セルリスによって創造されたドワーフの親戚に当たる小人族。老人のような容姿をしているのが特徴。
屈強なドワーフとは微妙に異なり、少々エバークエストの世界と毛色が異なる機械的な文明を首都アッカノン(Ak'knon)に築いている事からわかる。他種族の都市には各々の種族の守衛がいる一方、彼等の都市の守衛は機械仕掛け(Clockwork)になっており、このノーム観は後発のファンタジー作品(World of Warcraftなど)でも採用されている。
身体能力は若干平均より劣るが、知性は際立って高い。一方で科学に傾倒しているため信仰心が低く、旧来のファンタジーのノーム観と大きく異なる。また小人族の中ではキャラクタークラスの選択の幅が広く、どのクラスを選択しても機械を生産できる「細工」のスキルを有するなど各種族の中でも随分尖がった個性を持っている。
バーバリアン(BAR)
「血の時代」にミサニエル・マーとエロリッシ・マーの双子神によって創造された蛮族。ヒューマンよりも一回り大きい体躯が特徴。
アントニカ大陸の最北端にある極寒の地エバーフロスト(Everfrost)の過酷な環境に生きる者達で、北方の民(Northman)を名乗っている。血の時代の同時期にほとんどの種族が衰退していた中、彼等は内乱を繰り返して成長し、やがてヒューマンを生み出すまでに繁栄した。首都はハラス(Halas)。バーバリアンの多くは近隣に住むノールの拠点ブラックバロウ(Blackburrow)で戦闘経験を積み、ヒューマン達が住むカラナ平原へと旅立っていく。
Evil種族を除けば最高の身体能力を誇り、反面知性や魅力は極めて低い。Evil種族以外では唯一シャーマンになる事ができるが、大概はウォーリアーの道を極める人生を選ぶ。相手を気絶させる「スラム」を先天的に獲得している。
ウッドエルフ(ELF)
「失われた時代」最盛を誇っていたハイエルフから派生した種族で、森林との融和を重んじる種族。ハイエルフよりも鋭く逞しい体躯が特徴。別名Fier'dal。
古代文明の消滅後、ハイエルフと共にフェイドワー大陸に渡り、ハイエルフの王都フェルウィズを包む大森林グレーター・フェイダーク(Greater Faydark)に壮大な樹上都市ケレティン(Kelethin)を築き、邪悪の侵入を防いでいる。近隣を荒らしているクラッシュボーン族のオーク達(Clan Crushborn)が目下最大の敵。このオーク達はドワーフの宿敵でもあり、ノーラスにおけるエルフとドワーフは仲が悪い事はない。
ハイエルフの知性面での長所が消え、敏捷性と器用さが伸びている。撃たれ弱さは相変わらずだが幅広いキャラクタークラスを選択できる。また容姿がアジアンテイストにして美形のため海外サーバーでは極めて人気の高い種族だった。(日本サーバーではハイ＆ダークにやや劣った。いずれにしてもエルフだらけではあった)
ハーフエルフ(HEF)
ヒューマンとウッドエルフの混血。発生の時期は定かではないが、ヒューマンの発生時期から「失われた時代」後期以降なのは確実。
信仰に拠ってヒューマンまたはウッドエルフの都市をスターティングタウンに選択する。
能力値は判断力が極端に低い点以外はウッドエルフに近い。ウッドエルフと比較するとパラディンへの選択肢が増えているが、ヒューマンと比較するとキャラクタークラスの選択肢が半分以下と、データを見る限り何とも中途半端な種族。プレイヤーにはウッドエルフとの容姿の好みの差で選ばれた。
バー・シアー(VAH) (expansion：The Shadows of Luclinで追加)
エルダイトによってノーラスの衛星ラクリン(Luclin)に打ち上げられたケラ族の子孫。猫の頭部を持った亜人種。
ドラッキン(DRK) (expansion：The Serpent's Spineで追加)

Evil種族
イクサー(IKS) (expansionThe Ruins of Kunarkで追加)
「不滅の時代」にカジック・シュールによって創造された、クナーク大陸(Kunark)で一時期全盛を極めた直立した蜥蜴の種族。雌が胸部を着衣で隠さないので卵生と推測される。
Shissar(コブラに手がついたような姿の種族)の奴隷として生きていたが、感染症による彼等の滅亡によって自由を獲得し、クナーク全土を支配した。しかしドラゴン達の怒りに触れ、最終的に大都市セビリス(Old Sebilis)を失っている。現在の首都はカビリス(Cabilis)。
能力値は筋力が若干平均より劣る程度で、魅力以外は総じて高い。「クナークだけに生息する種族」という設定のため、あらゆる種族と敵対関係にあるのが最大の特徴。このためEvilキャラクターの中でも「最高難度を誇る」とも「あらゆる亜人種を遠慮なく攻撃できる気楽な種族」とも評される。プレイヤー達の間でトカゲと言われるが、頭部造形は亀に近い。また実装初期は「鱗によって身を守る」ため他種族よりもアーマークラスの優位があったが、その代償としてプレートメイル級の装備ができず、これが後に重いハンディキャップになったため後日修正されている。
オーガ(OGR)
「不滅の時代」初期にラロス・ゼックによって創造された巨人族。バーバリアンを軽く上回る圧倒的な巨躯が特徴。
元々は知性も兼ね備えた好戦的な種族で、テュナリア大陸の大半を征服するほどの勢力を誇った。あらゆる種族よりも先立って神々の領域(The Plane)への侵攻手段を見つけ、創造主ラロス・ゼックを大いに喜ばせるが、しかし他の神々の逆鱗に触れて撃滅された。生き残り達も知性を奪われて現在は愚鈍な食人鬼にまで堕ちている。首都はオゴック(Oggok)。オーガの商人達は大概「他種族の肉のピクルス」を売っており、エバークエストの世界観を極端に物語ってくれる。
撃たれ強さは全種族中で最高だが、魅力は最低と非常に分かり易い。正面から殴られても絶対に気絶しない種族特性を持ち、最高級のタンク性能を誇る。そのため全体的に見て希少なものの、多くのギルドマスター達がレイド戦のメインタンクとしてオーガを育てた。
トロール(TRL)
「不滅の時代」にカジック・シュールによって創造された愚鈍な食人鬼。緑がかった褐色の肌色と、オーガ並みの長身、醜く突き出た下腹部が特徴。
「目につくものすべてを殺して食べる」という原始的な本能に則って生きている。かつては首都グロッブに居座ってフロッグロック達を奴隷にしていたが、現在は奴隷達の反抗に遭って追放され、「食べても不味いから殺さない」オーガ達の首都オゴックに間借りしている。
若干オーガよりもマイルドになった能力バランスだが、言い変えればデメリットに見合ったメリットがなく、にもかかわらずキャラクタークラス選択の幅にも差がないという不遇の種族。体力の回復速度が速い「再生能力」を持つが、座らなくては効能がないため微妙な効能。プレイヤーの使用人口も全種族最低と思えるほどに希少だった。
ダークエルフ(DEF)
「いにしえの時代」に繁栄したハイエルフに嫉妬したイノルークが、ハイエルフの王族を拉致して捻じ曲げた末に産まれた邪悪なエルフ達。真っ青な体色と醜く歪んだ眼球が特徴。別名Teir'dal。
フリーポートの傍に首都ネリアック(Neriak)を構え、邪悪の勢力の本拠としてオーガやトロル達を迎え入れている。ほとんど照明のない暗闇の都市だが、ダークエルフはその種族特性から視野に苦労しない。また酒場の水槽に鑑賞魚の如くハーフリングを泳がせるなど邪悪さに満ちている。
Evil種族の中では唯一の呪文向け種族。身体能力は極めて低いが、キャラクタークラスの選択肢は広く、魅力もそこまで低くはない(寧ろドワーフやハーフリングよりも高い)。夜や照明のない暗闇を全く苦にしない「ウルトラビジョン」を産まれ持つ。遠目ではエルフのままに美しく見えるが、眼球の虹彩部分が原生生物状に醜く歪んでおり、お世辞にも美しいとは言い難い。

### クラス:Class
16種類のクラスが存在する。クラスにも属性が存在し、選んだクラスによって信仰が限定される上にFactionにも影響する。
またクラスはその背景と役割から分別されており、背景では「魔法が使えない前衛職：ピュアメーレー(Pure Melee)」「魔法が使える前衛職：ハイブリッド(Hybrid)」「治療呪文で活躍する呪文職：ヒーラー(Healer)」「治療以外の呪文で活躍する呪文職：ピュアキャスター(Pure Caster)」、役割では「敵の攻撃を高い防御力で受け止めるタンク(Tank)」「高いダメージを繰り出して戦闘を手早く終わらせるアタッカー(Attacker)」「複数的に襲われた状況を鎮静させるサポーター(Suppoter)」「ダメージを請け負うタンクの治療を行うヒーラー(Healer)」と一般的には分けられる。なお略称に「メーレー(Melee)」「キャスター(Caster)」、サポーターの別称として「クラウドコントローラー(Clowd Controler)」等があり、これらの呼称は後続のMMORPG全体に引き継がれて用いられている。
Goodクラス
ドルイド(DRU)
屋外(Outpost)で優位な呪文を扱えるキャスタークラスで、攻撃と治療を兼ね備えたヒーラー。防具の装備上限は皮鎧(Leather)まで。
呪文の火力はウィザードやマジシャン以下で、回復能力はクレリック以下。しかもクレリックの強化呪文(Buff)と効果が重複するものが多い(効果が共存できず、上書きする関係にある)ため、両者がパーティに揃った場合は微妙な立場になる事が多いが、しかし良質な装備やプレイヤースキルによってはクレリックを上回る資質も同時に秘めている。またパーティが上手いパラディンやシャーマンやネクロマンサーに恵まれた場合はドルイドでも十分にヒーラーを務められた。
最大の特長はパーティ全員を特定のエリアに転送できるグループゲート系の呪文と、ゾーンから緊急脱出できる「エバック(Evac)」の使い手である事、装備とプレイヤーが極まってくると、ある程度のレイド級Mobをソロで狩れてしまう程のバランスを無視した単独戦闘能力を持つ事。実際に日米関係なく各サーバーで心無いドルイドによるMobの「独占」が起き、それだけの装備を有した最上位ギルドは後続ギルドから心底嫌悪された。またグループゲート呪文を用いての「タクシー」として用いられ、チップの文化がある海外サーバーでは商売として成立するほどだったが、全ての大陸に誰でも直接移動できる街ができてしまった拡張版Plane of Powerによってその商売はほとんど成り立たなくなった。
Epic Weaponは刀身から緑葉のエフェクトが舞うシミター「Nature Walkers Scimitar」。
パラディン(PAL)
前衛と回復を器用なこなすハイブリッドクラスで、クレリック系列の呪文を扱えるタンク。防具の装備上限は板金鎧(Plate)まで。
火力は全クラス中でも最下位に近いが、高い防御力とそこそこの回復能力を併せ持つため被ダメージを恐れる事無く、しかも敵から瞬時に大量のヘイトを買う事ができる。つまりは「パーティーが危機的状況に陥るほど本領を発揮」し、その状況でプレイヤーが最高のパフォーマンスを発揮した場合「タンク・ヒーラー・クラウドコントローラーを兼ねた上、生き残った暁には死者の蘇生まで務める」という他のクラスでは実践できないほどの英雄的活躍を示す事になる。その華々しいイメージから極めて人気の高いクラスだが、このクラスに多くの差別称(loldin、また彼等に関係の深い堕落騎士に因んでSir Lucanなど)が付きまとっているように、その評価はプレイヤー次第で大きく変わった。
これは安定した戦況が続けば「ただの火力不足で終わってしまう」せいでもあるが、彼等の鼻にかけた立ち振る舞いによる所も大きかったし、何よりも「安定してヘイトを稼げない」ウォーリアーからの嫉妬も多大にあった。(上手いパラディン達は彼等にヘイトを「渡した」が、渡せない・渡さない者もまた多かった)。キャラクタークラスのイメージから連想される通り、慎ましく控え目にして騎士道を守り、危機に際して手堅く体勢を立て直す活躍を見せれば自然と人望を得る存在なのだが、そのカリスマ欲しさや一度の栄光に酔いしれて奢ってしまった者達も多く、パーティ編成では一番当たり外れの差が大きいクラスとなった。
特長として瞬時に対象(対象にしているなら敵味方関係なし)の体力を大幅に回復させる「レイハンド(Lay on hand)」と、敵の呪文詠唱を止めて莫大なヘイトを買う事になる豊富なスタン系呪文、そして聖騎士らしいアンデッドに対する一方的な殲滅力がある。
Epic Weaponは刀身から炎を放っているグレートソード「SoulFire」。
レンジャー(RNG)
火力に特化したハイブリッドクラスで、ドルイド系列の呪文を扱えるアタッカー。防具の装備上限は鎖帷子(Chain)まで。
二刀流(Dual Wield)とダブルアタック(Double Attack)によって、1サイクルに最大4回の攻撃を行えるため圧倒的な火力を誇る。「キック」を含めれば5連打になり、これに武器効果(Proc)が発動するとさらにダメージは増す。単純な瞬間攻撃力では接近職最高のダメージディーラーの片翼を担うが、もう片翼を担っているローグには若干劣っているため、その分の不利をドルイド系の呪文によって補う事になる。
またレンジャーの特長である一定範囲内に存在する敵をリストにして表示する「トラック」は、やはりローグが持つ偵察能力と甲乙付け難く、性質の近い両者は何かと比較されるが、戦闘での華々しい二刀流乱舞が魅力的だったのか、使用人口では大幅にレンジャーが押し勝っている。またキャラクタークラスが極まってくると、あまり有効な威力が出なかった弓による射撃(Trueshot)によって莫大なダメージを叩き出し、その威力はウィザードが最高位呪文でクリティカルブラストを発動させた時にも匹敵する程。弱さで知られる弓の冴える一矢でレイド級Mobにとどめを刺した時には仲間達から拍手喝采が起きた。
Epic Weaponは刀身から放電する二振りの剣「Swiftwind」「Earthcaller」。

Neutralクラス
バーサーカー(BER) (expansion：Gates of Discordで追加)
拡張版Plane of Powerによる最盛期が終わり、開発が変わって以降の出鱈目な拡張によって多くの引退者を出した中、引退しなかったプレイヤー達に因れば「何のため存在するのか分からない」アタッカークラス。
バード(BRD)
独自の立ち位置を持つハイブリッドクラスで、バート固有の「歌(Songs)」を習得する。防具の装備上限は板金鎧(Plate)まで。
呪文と同じシステムながらも完全に区別されたエフェクトとして扱われる「歌」によって敵味方に干渉するテクニカルクラスで、直接的な戦闘能力は皆無に近い。しかし味方の戦闘能力の底上げ、微量ながらも治療、敵の鎮静化(Lull)・足止め(Rooting/Parking)、移動速度の大幅な向上など「数秒で切れる有益な効果」を状況に応じて展開する事でパーティに貢献する。
これらバード達が織りなす援護はジャグリング(Juggling)と呼ばれ、18秒を1サイクルとしている歌は最大3種類の効果を残す事ができるが、人間離れしたテクニックを持つ一部のバート達ば4種類の歌を味方に与えて支援し、万人から敬愛の念を勝ち取っている(「指が攣るほど辛い」との事)。また海外サーバーでは「レイドの戦況に応じた歌詞をチャットに打ち込んで味方を鼓舞する」バード達もいて、それが参加者達の一生の思い出になった事は最早語るまでもない。
バードの最大の特長は、基本性能こそ低いものの、プレイヤーの機転と発想によって「化ける」上、誰からも憎まれず愛されるその個性かもしれない。
Epic Weaponは刀身から青い音符を放つ「Singing Short Sword」。
ビーストロード(BST) (expansion：The Shadows of Luclinで追加)
エバークエスト最盛期にバー・シアーと共に追加されたハイブリッドクラスで、モンクとシャーマンの特長を併せ持つ。防具の装備上限は皮鎧(Leather)まで。
1キャラクターの育成に膨大な時間を費やすシステム上、使用人口はごく限られたが、その名が示す通り、呪文で召喚するペットと共にダメージ叩き出すアタッカー系統で、召喚されるペットは「キャラクターの種族」によって異なった。(バーバリアンは狼、イクサーはステゴサウルス状の剣山を持つトカゲ、オーガは熊、トロルは鰐、バー・シアーは虎)
本体がレザー級の防具しか持てないため被ダメージに覿面に弱く、そのため「敵にペットを殴らせ、自分は敵の背後から殴る」という姿になるのだが、これがどうにも頼りなく映る上、他のペットクラスであるネクロマンサーやマジシャンの方が総合火力で勝るため、パーティに招かれ難い不遇なクラスだった。
そのため日本サーバーでも実装直後はそこそこ散見されたが、数ヶ月たたないうちに概ねその姿は消えている。
クレリック(CLR)
治療に特化したヒーラークラスで、エバークエスト最高の治療呪文の使い手。防具の装備上限は板金鎧(Plate)まで。
パーティとレイドの生命線であり、彼等がいなくては冒険にも出られないという必須職で、故にトラブルメイカーも多かったが、そこに目を瞑ってでも招かねばならない状況は多々あった。尤もパソコンの性能向上によるクライアントの多重起動や、エバークエストのために複数台パソコンを用意するようなヘビーユーザー達によって「自分による自分のためのクレリック」が用意されるようになると、トラブルメイカー達は徐々にパーティに招かれなくなった。
他の追従を許さない圧倒的な治療呪文と強力な強化呪文を誇るパーティの守護者で、死者の蘇生もこなせるため、何かとヘイトを稼ぎ易い彼等の生存が冒険の第一目的となる。いくら防御力の高いプレートが着られるからとは言え、当人もヘイトを稼がないように様々な工夫をこなさねばならず、その点ではテクニカルクラスに属する。
また、勝手にヘイトを稼いで勝手にダメージをもらうようなアタッカーや、敵の誘引(Pull)に失敗してピンチに陥ったモンク、方々から敵を引っ張って危機を楽しみたいパラディン、頑張ってクラウドコントロールしようとして死にかけているエンチャンターなど、冒険内で起き得る様々な状況を現在のマナと相談しながら上手く片付ける判断力、誰を生かして誰を見殺すか早々に決めるリーダーシップ、「お金あげるから蘇生しに来て下さい(行くのに数時間かかる秘境まで)」と毎日のように飛んでくるささやき(tell)に対応若しくは無視する社交性・忍耐力など、要求されるプレイヤースキルは数多い。
レイドにおいても「CCH(Chain Complete Healing)」と略称される戦術の根幹を務める事になり、これは10秒以内の数秒間隔で「10秒後に対象の体力を7500ポイント回復させる」Complete Healingを延々唱え続ける事でメインタンクを生存させ続ける攻略法なのだが、これは何事もなく安全に進んでいる通常の冒険内でも起こり得るのだが、クレリックにとって最大の敵は「回線切れ」「退屈が引き寄せる睡魔」になる。レイド対象のボスの中では「1時間CCH」という途方もない長時間の拘束を求めてくる手合いもいるため、これら事故によるレイド失敗は往々にして起きており、発生したトラブルにも手早く対応する機転も経験によって育まれていく。このような重圧と責任を共に克服していくヒーラー同士の結束と友情は極めて硬い。
Epic Weaponは最高位の蘇生呪文を無限に仕えるモーニングスター「Water Sprinkler of Nem Ankh」。
エンチャンター(ENC)
支援能力と搦め手に特化したキャスタークラスで、バードと双璧を成す最高のクラウドコントローラー。防具の装備上限は服(Robe)まで。
火力には大きく劣るものの、呪文中断効果を持つ範囲呪文や、敵の能力値を減少させる弱体化呪文(Debuff)、敵を眠らせたり鎮静化させる呪文、高レベルに至ると敵一体を丸々魅了して味方にしてしまう呪文など、他にない個性的な呪文を扱ってパーティに貢献する。
エンチャンターの呪文は極めて有効的なものが多く、その代名詞となっている「マナの回復速度を上げる効果」はその有無で冒険の快適さが激変するため、タンクとヒーラーに次ぐ冒険の必須クラスと広く考えられていた。とりわけマナの自家発電ができるシャーマンとネクロマンサー以外のキャスター達がエンチャンターを欲しがったし、制限時間内にクリアしなくては報酬がもらえない上、成否の成績が残ってしまう拡張版Lost Dungeon of Norrathの追加ダンジョンでは「エンチャンターを連れていくのが攻略の基本」となり、元々立場の被っていたシャーマンとネクロマンサーの立場を少なからず失わせてしまった。
これらの呪文はMobから特大のヘイトを稼ぐ一方で自身の耐久力・自衛力は皆無に等しいため、味方の支援がなければ後半は一撃即死するのも珍しくなくなる。特に複数MobをMez(Mesとも。睡眠呪文を維持した状態)した状況から起こす際、きちんとタンクにヘイトが移らなければエンチャンターやヒーラーが叩かれて崩壊する羽目になるため、敵を寝かしつけて危機を脱しても決して油断がならない。そのためエンチャンターはタンクとして「即時に莫大なヘイトを稼げる」パラディンやシャドウナイトを好み、予告なしに敵を起こして味方を殺すようなウォーリアー達を敬遠する傾向があったが、それは(なかなかパーティに招かれないローグ、モンク、シャドウナイト、パラディン、マジシャン、ネクロマンサー、シャーマンにしてみれば特に)どこからも引く手数多なエンチャンターの贅沢な悩みと言えた。
敵を麻痺させる範囲攻撃を多数持つため、一部のゾーンで敵すべてを一ヶ所に集めてもらい、それを範囲呪文によって吹き飛ばす遊びが楽しめる唯一のクラスでもあり、ごく稀にレベルの合わないゾーンで高レベルのエンチャンターがこの遊びに興じている様が見られ、その様は正に圧巻。
また、あらゆる種族に変身できる呪文(Illision)の使い手でもあり、これが他人にかけられるようになると冒険がより愉快になる。とりわけ多くのプレイヤーが愛しているフロッグロック変身の呪文はレアリティが高く、この呪文が街中で使われ始めるとプレイヤー達は冒険の事など綺麗に忘れて数時間はお祭り状態になった。この「お祭り」は所有者のノリ以外では拡張版導入直後やGM Eventに合わせて頻繁に行われ、GM EventではGM自身がこの呪文でプレイヤー達を変身させて場を楽しませ、データ上だけ実在するだけで通常ゲーム内では御姿を拝められない神々エロリッシ・マーもこの時期だけに見る事ができた。(この女神エロリッシ・マーについては多くのプレイヤー達を絶句・絶望させている)
Epic Weaponは青色のコブラが飾られた杖「Staff of the Serpent」。
マジシャン(MAG)
火炎系呪文とペットを使役する召喚系呪文を誇るキャスタークラスで、ユニークな立ち位置を持つアタッカー。防具の装備上限は服(Robe)まで。
単純火力ではウィザードに劣るものの、用途の異なる火・水・風・土の四属性のペットを使役してパーティに貢献できる優秀なダメージディーラーで、召喚呪文によって包帯から装備に至るまで様々なものを召喚できる。尤も有益な召喚物は限定されるため役割は概ねペットを交えたアタッカーと、とりわけ有益な召喚物の配布が主となる。
ペットは火力特化の火、高い安定性を持つ水、攻撃速度が速くスタンを奪える風、耐久力が高く敵を一点に縛り付ける土の四種類があり、これらの特徴を用いてのソロプレイも可能。一方でペットによるダメージはとても目につきにくいため「マジシャンは総火力が低い」と(マンチキン思考の日本人達には特に)考えられ易かったためパーティが組めず、自然とソロプレイに流れる羽目になったマジシャン達も多く、マスタークラスまで大成するマジシャンの数は極めて少なかったが、彼等はレイドコンテンツでギルドに多大な貢献をする事になる。
その極めつけは「プレイヤー召喚」で、同じゾーンにいるプレイヤーを召喚者の元に呼び込めるという素晴らしい効果を持っている。この効果によって大幅に難易度を下げられるレイドもあり、また実社会の都合からレイドに遅刻した者達が途中参加できる可能性を産み出した。特にヒーラーとエンチャンターの途中参加はレイドの難易度を一層下げるので、苦境にめげずにマジシャンを育てたプレイヤーを持ったギルドは幸福だったし、マジシャン達に偏見の目を持たずパーティーに招いて共に冒険を楽しみ、ギルドに勧誘したプレイヤー達はその人格と行動を広く褒め称えられた。
Epic Weaponは四本の金色の角に飾られた宝石付きのワンド「Orb of Mastery」。
ウォーリアー(WAR)
エバークエスト最堅のタンククラスにして、最もヘイトを稼ぎたいのにヘイトを稼げない生涯苦悩のクラス。防具の装備上限は板金鎧(Plate)まで。
成長によって莫大なヒットポイントを獲得し、被ダメージの低減率も最も高いのだが、呪文が一切使えず、さらに搦め手にも乏しいため「ヘイトが欲しい」にもかかわらずヘイトが稼げず、仲間が殴られてしまう「タンクとしての未熟さ・力不足」に苦汁を舐めながら成長しなくてはならない。火力においてもレンジャーやローグに一歩譲るため、彼等が全力を出せば高確率でそちらに跳ね、パラディンとシャドウナイトが敵に回ったら一生ヘイトを奪い返せないまま終わるほど。
ウォーリアーはこの弱点をレベルアップとアイテムの克服によって補っていく。特に後者が重要で、呪文効果付きの武器の探求はウォーリアーにとって人生に等しい。また苦悶と忍耐の生活の中で「ヘイトを上手く渡してくれる」パラディンやシャドウナイト達、ヘイトを取らないよう工夫してくれるレンジャーやローグとの出会いがウォーリアーとしての活動の中でアイテム以上の宝となってくれる。ウォーリアーの多くが「レイドのメインタンクを務めるウォーリアーを育てているギルドマスター達」である場合が多いので、彼等が優秀な仲間になってくれるのは間違いないし、そうでなかったとしても今後の成長を彼等は喜んで手助けしてくれる。
呪文が使えない半面、チャットコマンド入力によって発動する豊富な戦闘奥義(Discipline)を持っており、攻撃力を犠牲に防御力を得る「difensive」、接近攻撃のダメージを無効化する「fortitude」など、使用するタイミングを見切りさえすれば最悪の危機を乗り越えられる究極の生存性を誇り、これはパラディンもシャドウナイトも到底真似できない。ある程度成長するとダブルアタックの上位であるトリプルアタック(Triple Attack)を獲得して攻撃面でも目覚ましさを見せ、さらにクラスの特長としてクリティカルヒットを持ち、この倍打は特別なダメージとしてチャットに刻まれるため、その最高得点を求めてウォーリアー達は切磋琢磨し、仲間達はその数値に目を瞠って持て囃す事になる。
Epic Weaponは鞘に納める事で一本の両手剣、若しくは二本の剣と化す「Jagged Blade of War」。剣の分離状態の名称は「Blade of Strategy」「Blade of Tactics」。
モンク(MNK)
独特のスキルでパーティに貢献するピュアメーレーで、極めて個性的な立ち位置を持つアタッカー。防具の装備上限は皮鎧(Leather)まで。
中国の拳法僧をモチーフにしており、全クラスの中で唯一「所持品の重量が限界に達してなくても、少々重いだけで防御力が落ちる」という尖った特性を持っているため、他のクラスならばある程度おざなりでも全く問題ない「インベントリの整理」から彼等の戦いは始まっている。この特性はレベルアップによって徐々に緩和されていくが、しかし微々たる変化なので「荷物の軽量化」は生涯の命題となる。また「タイガークロウ」「飛び蹴り」等の固有スキルを交えてダメージを与えていくアタッカーなのだが、優秀な武器を持てるレンジャーとローグには遠く及ばない。
モンクの立ち位置を強烈に個性しているのは、スキルを発動させると絶叫して地面に倒れる「死んだふり(Fake Death)」を交えた敵の寸断・誘引(Pull)で、後半どうしても敵が一塊となって押し寄せてくる状況をこのスキルによって上手くコントロールし、一匹だけをこちらに誘い出す事が重要な役割となる。レイドにおいてもこの技術によって楽に攻略できる対象が少なからずいるため、彼等は何回も失敗して死んで覚えながらこの技に磨きをかけていく事になる。非常にテクニカルにしてパーティにも招かれ難い事から極めて希少で、50人単位のギルドに一人いるかいないか程度しか存在しなかった。そのため優秀なモンクの獲得が多くのギルドにとって最大の問題となって立ちはだかっており、已む無く代役をシャドウナイトやネクロマンサーが果たす事になるが、仕様上モンクほどの安定性は得られないため彼等は大いに苦労する事となる。
特長としては上記の「死んだふり」以外にも、自身の体力の1/4を一瞬で回復させる「メンド(Mend)」がある他、ウォーリアーに次いで豊富な戦闘奥義を持っている。
Epic Weaponは黄土色のオーラを放つ拳「Celestial Fists」。
ローグ(ROG)
爆発的な火力を誇るピュアメーレーで、レンジャーとダメージディーラーの双翼を成すアタッカー。防具の装備上限は鎖帷子(Chain)まで。
威力に欠けるものの攻撃速度に長ける突刺剣の使い手で、盗賊よりは暗殺者のイメージに近い。敵の背後に常に回り込む事で発動するバックスタブ(Backstab)によってMobの体力を削り、戦闘を手早く終わらせる事がローグの仕事になる。攻撃力が高いため敵のヘイトを買い易いが、レンジャーとは異なって呪文が使えないため、攻撃中断した後「ハイド(Hide)」する事でヘイトを消したりするなどの小技を挟みつつヘイトを逸らせる工夫を学んでいく。つまり「敵から殴られずに殴り続けるローグ」は極めて優秀である。
ローグの特長として「ハイド」と「忍び足」があり、これらを用いる事で敵に気取られるまでゾーンの中を自在に歩き回る事ができる。発展途上中はあまり充てにならないが、成長する事によって徐々に本格化し、やがては全ての敵を欺いて超難度ゾーンのはるか奥地まで侵入できるようになり、やがてはこの特性を生かした偵察によって「レイドMobのPop視認」等を行うのが重要な仕事となる。またゾーン奥地でパーティが全滅し、現地での復活がままならない状況に於いては彼等がこの潜伏能力を生かして安全地帯まで死体回収を引っ張り、再チャレンジなり撤退の判断が下されるのだが、彼等がいなければそれすらも覚束ない。ネクロマンサーによる死体召喚でローグの仕事を請け負う事も可能だが、一体の召喚につきとてつもなく高価な触媒が要求されるため、ローグの存在は極めて有難い。
Epic Weaponは石器に見えなくもない地味な姿ながらも強烈な突刺剣「Ragebringer」。
シャーマン(SHM)
パーティの能力を底上げする強化呪文を使うヒーラーで、毒と病気の呪文も扱える独自の立ち位置を持つ。防具の装備上限は鎖帷子(Chain)まで。
唯一バーバリアンを除けばEvil種族しかなれないクラスである事から、Neutral扱いながらも若干邪悪なテイストにあるようで、エンチャンターと被る味方強化能力と弱体化呪文、ドルイドより若干高いヒール能力、そして何よりもCannibalize系列の呪文によって「ヒットポイントを犠牲にしてマナを得る」事ができる(Cannibalizeは「屍食」を意味するので、Mobの死体をいじくってマナと化しているものと想像できる。Good種族や近代的なヒューマンがシャーマンに「ならない/なれない」所以か)。シャーマンの強化呪文はクレリックやドルイドのそれらと共存できるため、ドルイドよりも貢献の幅は広いが、より相性の広いエンチャンターと被ってしまった事がシャーマンの人口を狭める事となる。
レイドにおいても彼等の強化呪文は大いに役立つが、しかしそれでも大人数を要望されるようなクラスではないため、彼等がパーティを組める機会はとても限られた。一方で豊富な弱体化呪文を持ち、ペットとして熊を召喚でき、ヒットポイントさえ残っていればマナが簡単に補充できるためソロプレイがし易く、人の往来のあまりないゾーンでシャーマンが細々と狩りを楽しんでいる様はよく見られ、不遇のEvil種族が多かっただけにその姿は哀愁を帯びていた。一方パーティに参加したシャーマンは自身をクマの姿に変身させる呪文を用いた上で身体を小型化する呪文Shrinkで手乗りサイズほどになり、方々走り回ったり人の合間に座ったりと愛嬌を振りまいていた。
Epic Weaponは赤い羽根で飾られた槍「Spear of Fate」。
ウィザード(WIZ)
純粋にダメージを与える事に長けたピュアキャスターで、瞬間火力においては全アタッカー中最強。防具の装備上限は服(Robe)まで。
キャスターの中では最も「テレビゲームに登場する一般的な魔法使い」のイメージに近く、豊富な属性の呪文を使って敵を瞬時に葬る事ができるが、同時に呪文抵抗されるだけで一切ダメージを与えられないどころか、大量のヘイトを買って一発でのされるような脆さを併せ持つ。これらを都合よく回避できるような他のゲームにありがちな防御手段がないため、ウィザードはより知的かつ冷静にヘイトコントロールして最大火力を発揮しなくてはならない。
知恵者・天才たるウィザードらしからぬ愚か者には到底勤まらないテクニカルクラスとして上手く仕上がっており、むやみやたらと呪文を連射してマナ切れに陥るようでは様にならないし、延々座っているようでは乞食(Leecher)として二度とパーティには招かれない。搦め手も少なく強化や治療でもまるで役に立てない。そのような中で敵と味方の能力を分析・把握して、一発も殴られないままMobの体力の大半を消し飛ばし、その上でとどめまで奪い続けるのが知恵者ウィザードの真骨頂となる。特長として呪文威力が倍増する「クリティカルブラスト(Critical Blast)」を持っており、ウォーリアーのクリティカルヒット同様に特別なダメージとしてチャットに残るため、その数値の上限を目指す楽しみもあるし、レイドMobへのとどめの一撃は比類なき快感をもたらしてくれる。またドルイドとは若干毛色が異なるグループゲートとエバック系呪文を持っており、危機的状況下では攻めるか逃げるかの好判断でウィザードの名に恥じない活躍を示す事ができる。
Epic Weaponはマジシャンのものと似ている四本の青色の爪で飾られたワンド「Staff of the Four」。

Evilクラス
ネクロマンサー(NEC)
生命をもてあそぶピュアキャスターなのだが、意外にもヒーラーとしての側面も併せ持っている個性的なクラス。防具の装備上限は服(Robe)まで。
敵の生命力を吸い取ったり、毒や病気を打ち込む事を得意とし、召喚できる骸骨や死神のような姿のペットからは想像もつかないが、仲間にヒットポイントやマナを譲り渡す呪文をも持っており、使いこなすほどに活躍範囲の広いキャラクタークラスである事がわかる。実際にソロプレイでも然程不自由せず、高価な棺を要するものの同じゾーンの中にある死体を手元に召喚でき、クレリックほど優秀ではないものの蘇生呪文まで使いこなす。対アンデッドならばパラディン以上に一方的に仕留める事ができ、詠唱時に多大な隙ができるもののモンクの特長である「死んだふり」さえ真似できる。
飛び抜けた破壊力や回復力、目立った形で仲間達を強化する呪文やパーティ全員をどこかに移動させるような派手な呪文はないが、極めて広範囲の「痒い所に手が届いた」呪文を数多く抑えており、この器用貧乏感は光と闇で対極を成すパラディンに近い。テクニカルクラスとしてはモンクと分けるほどで、実際にこのクラスの強さの真髄を見抜けないまま成長を放棄する者が多かったため、育ち切ったネクロマンサーは極少数だったが、彼等は概ねパーティに入っても期待以上の活躍を見せ、プレイヤー自身も含めたシニカルなキャラクターで魅せた。一方でソロプレイが長過ぎたためパーティプレイのコツを掴まないまま育ち、除け者にされた挙句に来るもの拒まずの大手ギルドに入ってはその看板を汚していくトラブルメイカー達も決して少なくなかった。
Epic Weaponは竜の頭骨状(アヒルとも揶揄される)の刃がついた鎌「Scythe of the Shadowed Soul」。
シャドウナイト(SHD)
パラディンと対極を成すハイブリッドクラス。ウォーリアーとネクロマンサーの中間に位置する。防具の装備上限は板金鎧(Plate)まで。
パラディンとは異なるアプローチで高い生残性を持っており、敵を弱体化させながらじわりじわりと命を削り取っていく様は拷問者のイメージに近く、もし自分が負けそうな場合はネクロマンサーの呪文による「死んだふり」で仕切り直す事ができ、イメージ的にもシステム的にも嫌われる表現が見事に成立している。しかしライトファンタジーで散見される「あらゆるものを破壊する悪の魔法戦士」のイメージを強く持っていたプレイヤーが多かったため、下から数えた方が早い脆弱な火力に絶望して辞めていくプレイヤーが後を絶たなかった。しかしモンク不在の場合はシャドウナイトがその穴を埋めるなど活躍の場はとても広く、同じサブタンク候補であるパラディンと全力でヘイトを奪い合った場合、パラディンからヘイトを奪わせないほどのヘイトを稼ぐ事ができた。つまりMobから憎まれる事においては最強で、殴られたくないキャスター達にとってはとても有難い存在であり、決して辞めていった者達が思ったような「弱いクラス」ではない。
特長としてレイハンドと対極を成す「ハームタッチ(Harm Touch)」を持っており、これは初期のエバークエストであれば敵に十分なダメージを与えられた。しかし拡張版によって恐竜的な強化を遂げたMob達を相手には慢性的な威力不足になり、再使用時間も長ければMagic耐性次第でレジストされてしまう仕様のため「肝心な時に外す」「使える場面のない」不甲斐無いスキルとなっていた。しかし後日追加された威力向上のスキルを満遍なく習得していくと目を瞠るような威力を叩き出す決着級のスキルに化けたので、レイド級Mobをハームタッチによって葬った瞬間、シャドウナイト達の苦節の日々は報われる事となった。
Epic Weaponは漆黒のオーラを帯びた両手剣「Innoruuk's Curse」。

### 信仰:Deity
信仰は「無信仰」を含めた17種類から選択できる。選択できる信仰は種族とクラスによって制限され、選んだ信仰によってFactionが変化する。
- Goodの神々
  - 「盗賊王」ブリッスルベイン(Bristlebane)
  - 「雨の守護者」カラナ(Karana)
  - 「愛の女王」エロリッシ・マー(Erollisi Marr)
  - 「光の運び手」ミサニエル・マー(Mithaniel Marr)
  - 「至高の癒し手」ロドセット・ニーフェ ※または ナイフ(Rodcet Nife)
  - 「海王」プレクサス(Prexus)
  - 「穏やかなるもの」クェリアス(Quellious)
  - 「灼熱の公子」ソルセック・ロー(Solusek Ro)
  - 「地底公爵」ブレル・セルリス(Brell Serilis)
  - 「六槌」「正義の評議会」トライビューナル(The Tribunal)
  - 「あらゆるものの母」テュナレ(Tunare)
  - 「竜の女王」ヴィーシャン(Veeshan)
  - 「戦王」ラロス・ゼック(Rallos Zek)
- Evilの神々
  - 「病をもたらすもの」バトックスラス(Bertoxxulous)
  - 「無貌のもの」カジック・シュール(Cazic-Thule)
  - 「憎悪の公子」イノルーク(Innoruuk)
- 信仰対象として選択はできないが、存在する神々
  - 「冬の守護者」イー・シィ(E'ci)
  - 「炎の暴君」フェニン・ロー(Fennin Ro)
  - 「隠されしもの」ポーバー(Povar)
  - 「深淵王」テリュー・マー(Tarew Marr)
  - 「悪夢をもたらすもの」テリス・シュール(Terris-Thule)
  - 「評議会」レイス(Rathe)
  - 「大気の女王」ゼゴニー(Xegony)
- 準神(Demi-Gods)
  - 「音楽の女神」エヨナ・ロー(Ayonae Ro)
  - 「芸術の女神」ドラズィル・ロー(Druzzil Ro)
  - 「影の乙女」ラクリン(Luclin)
  - 「夢見の王」モレル・シュール(Morell-Thule)
  - 「拷問の女王」サーリアン(Saryrn)
  - 「戦の見者」タロン・ゼック(Tallon Zek)
  - 「戦の統治者」バロン・ゼック(Vallon Zek)
  - 「狂王」ヴァゼール(Vazaelle)
  - 「見捨てられしもの」ゼバックスロク(Zebuxoruk)

## 派閥/集団:Faction システム
Factionとは派閥・党派心を意味する言葉である。エバークエストに登場する全てのキャラクターはほぼ例外なく大小様々な派閥/集団に属しており、派閥/集団間にはNorrathの歴史に基づいた複雑な関係が設定されている。それら派閥/集団とプレイヤーとの関わりを体系化したものがFactionシステムである。
プレイヤーには派閥/集団との関係をどのように扱っていくかの自由が与えられている。親睦を深めることもできれば、逆にその関係を捨て去ることもできるし、あるいは新天地において新たな関係を見つけることもできる。Norrathに生きる1人の人物として、世界とどう関わっていくかを考えながら冒険できるというのがこのシステムの醍醐味であろう。

### 派閥/集団
種族・信仰という枠の大きなもの、同一種族内での思想・主従関係による小さなもの、都市の衛兵団といった地域に限定されたものなど、極めて膨大な数が存在する。前述のように派閥/集団間にはお互いがどんな関係であるかが設定されているが、もっともわかりやすい関係はGoodとEvilの関係である。善の神によって生み出された種族は悪の神に生み出された種族と相容れない関係にあるし、善の神を信仰するものは悪の神を信仰するものと相容れないという具合である。

### 友好度
プレイヤーの立場は種族属性/クラス属性/信仰属性によって決定され、それによって他の派閥/集団との関係（友好度）の初期値が決定される。選択内容次第で友好的関係から完全な敵対関係にまで変動する。
Factionシステムにおける友好度の段階：allyが最高でready to attackが最低。
- ally (1100)
- warmly (700〜1099)
- kindly (500〜699)
- amiably (100〜499)
- indifferently (0〜99)
- apprehensibly (-100〜-1)
- dubiously (-500〜-101)
- threateningly (-800〜-5)
- ready to attack (-1100〜-801)

種族/クラス/信仰、全てにおいてEvil属性を選択した場合、そのプレイヤーは多くの派閥/集団との関係が最悪の状態から始まることになり、これはまさに茨の道となる。なぜかというとGood属性の勢力はその数自体が多く、Norrathの様々な場所に拠点を有しているのに対して、Evil属性の勢力は比較的少数であり拠点とし得る場所も少ないからだ。自分にとって友好的な相手が少ないということは、冒険を進める上で大きな障害となる。
たとえば友好度の低い種族の町を訪ねた場合、話し掛けても罵詈雑言を浴びせられたり、商人に取引を拒否されたりしてしまう。友好度が最低であれば町を守る衛兵の視界に入った途端襲い掛かられてしまい、町の中に入ることすら叶わない。逆に友好度が高ければ、取引で多少の優遇を受けることが出来たり、特別なクエストを依頼されたりする。そのため友好度はプレイを進める上で非常に大きい影響を与える重要なポイントなのである。
初期の友好度はどうであれ、プレイヤー自身の考えによって様々な派閥/集団との関係を築くことが可能である。特定の集団との友好度を高めたければ、その集団に属するキャラクターが持っているクエストをクリアしたり、あるいはその集団と敵対している連中を倒すなど、その集団にとって利益になることをすればよい。よって、基本的には完全な敵対関係にある集団との関係を友好的なものに変えることも不可能ではないが、その道のりは果てしなく長い。
ただし、忘れてはいけないのが派閥/集団間の関係である。対立しあっているある2つの派閥/集団の一方と好意的に付き合えば、もう片方との関係はどんどん悪化していくことになる。

## 戦闘システム
エバークエストがオンラインRPGのなかでもヒット作となった理由のひとつとして、卓越した戦闘システムがある。どの敵がどのプレイヤーを攻撃するかを決定する「ヘイト」の概念や、多数の敵を相手にする戦略である「クラウドコントロール」の概念は当時とても斬新なもので、後に発表される3DMMORPGは、このシステムを取り入れることで「EQクローン」と呼ばれる。
上記の「ヘイト」と「クラウドコントロール」は、コンピュータゲームにおいての新しい発明であると言える。また、数十人からなるプレイヤーが協力して強大な敵と戦う「レイド」も、このエバークエストより生まれたものである。

### ヘイト:Hate
直訳すれば「憎しみ」を意味する言葉である。エバークエストにおいては敵NPCの攻撃行動をコントロールするパラメーターおよびそれに基づくシステムを意味する。
敵NPCは自分に対して敵対的行動を行ったプレイヤーに対して「ヘイト」の値を蓄積させていく。その蓄積の度合いによって敵NPCは今自分にとって「倒すべきプレイヤー」を選び出す。
敵NPCは「ヘイトリスト」という交戦状態にあるプレイヤーへのヘイト蓄積量のリストを持っており、基本的にそのリストのトップに位置するプレイヤーを攻撃対象として認識する。ヘイトを増加させる行動は様々であるが、主な物は次のようなものである。
- 戦闘を仕掛けられる
- 攻撃される
- 行動・能力を制限される（移動不可や、眠り、能力低下など）
- ヘイトリストに載っているプレイヤーに対して援助行為が行われる（回復魔法や能力増加魔法など）
- ヘイトリストに載っているプレイヤーが瀕死状態になる
- ヘイトリストに載っているプレイヤーが座り込む

自分にとって不愉快であったり、脅威になることをされたりするとヘイトの値が高まるように設定されている。
自分を傷つける者に怒りを感じ、自分の敵に対して援助を行う者を邪魔であると感じる。戦いにおける心理を上手く表現したシステムと言える。

### クラウドコントロール:Crowd Control
クラウドコントロールとは敵を眠りや麻痺といった動けない状況に追い込むことで戦闘状態をコントロールすることを指す。これは所謂ドラゴンクエストにおけるラリホーや、ファイナルファンタジーにおけるスリプルなどに相当する能力のことだが、これら家庭用RPGにおいては戦闘の脇役として扱われる能力が、エバークエストの戦闘においては主役として扱われるほどに重要になっている。
エバークエストでの敵モンスターというのはプレイヤーをあっさり殺せるほど強く、それが同時に複数襲ってくるのが当たり前である。通常敵の攻撃はタンクと呼ばれる盾役のプレイヤーが一手に引き受けることになるが、たとえ頑丈なタンクといえど誰かに回復してもらえなければ長くは持たないし、複数の敵が一斉に攻撃してくれば瞬く間に殺されてしまう可能性が高くなる。
また戦闘に関わるプレイヤーは全員が大なり小なり敵のヘイトを買ってしまうのだが、タンクよりも大きいヘイトを買ってしまえば敵はそのプレイヤーを攻撃しようとする、強烈な攻撃はヒーラーやアタッカーを即昇天させてしまうので、タンクはなんとしても敵の注意を自分にだけ向けさせなければならない。しかしゲームデザイン上、タンクは敵の注意を常に自分に向かせることが簡単にはできないようになっており、まして複数の敵の注意を全て自分に向かせている状態をキープするのは極めて難しい。
つまり複数の敵と真正面からぶつかるというのは不安定な戦闘を展開することになってしまうので、一時的に実際に戦う敵を限定し、残りは全て眠らせたりすることで戦闘状態をコントロールするのである。

### レイド:Raid
エバークエストにおけるいわゆる「グループ」を組んでのプレイは最大6名までとなっている。しかしエバークエストの世界には6人では到底敵わない極めて強大な敵が存在する。そういった敵に立ち向かうためにレイドというシステムが用意されており、これは簡単にいえば複数のグループを一まとめにしたものである。
レイドの最大人数は72人となっており、12グループ分のプレイヤーが一堂に会し一丸となって敵と戦うことができる。チームワークの集大成ともいえるレイドのコンテンツは、その複雑さ、達成感、そして報酬として得られる強力なアイテムによって、多くのプレイヤーを夢中にさせた。（実際には72人ものプレイヤーが常に必要というようなことはなく、もっと集めやすい人数で楽しむことができる。）

## 関連する状況
ウルティマオンラインなどと並び、初期のMMORPGメジャー作品として歴史に名を刻んだ本作品は全世界で熱狂的にプレイされ、現在でも運営/拡張パックの開発が続けられている老舗MMORPGである。
初めて本格的な3Dグラフィックスを採用したMMORPGであり、EverQuestの特徴的なゲームシステムはその後に発表された多くの3DMMORPGに取り入れられている（それらの3DMMORPGを「EQクローン」と表現することもある）。事実上エバークエストが3DMMORPGの基礎を作り上げたといっても過言ではない。
しかしながら、プレイのし過ぎでの家庭内別居のような状態を招いたり、自殺者が出るにあたり、オンライン依存症があらためて注目される事態にもなった（エバークエストの場合はその名をもじって“エバークラック”と称されることもある）。アメリカには「エバークエスト未亡人の会」なるものがネット上に実在する。これはエバークエストの世界に没頭したプレーヤーに放りっぱなしにされた家族や恋人によって設立された被害者の会で、米ヤフーが運営し、メンバーは1000人を超えている。ネットワーク上の会合では、ゲームのキャラクターを削除したり、サーバーへのアクセス妨害など、エバークエストの快適なプレイを邪魔するための様々な方策についても話し合われてもいる。そのために、激怒したプレーヤーによる脅迫を招くなどトラブルの元ともなっている。

## 拡張:expansion
- 0:EverQuest Classic
- 1:The Ruins of Kunark (RoK)
- 2:The Scars of Velious (SoV)
- 3:The Shadows of Luclin (SoL)
- 4:The Planes of Power (PoP)
- 5:The Legacy of Ykesha (LoY)
- 6:The Lost Dungeons of Norrath (LDoN)
- 7:Gates of Discord (GoD)
- 8:Omens of War (OoW)
- 9:Dragons of Norrath (DoN)
- 10:Depths of Darkhollow (DoD)
- 11:Prophecy of Ro (PoR)
- 12:The Serpent's Spine (TSS)
- 13:The Buried Sea (TBS)
- 14:Secrets of Faydwer (SoF) 2007年11月13日（現地時間）
- 15:Seeds of Destruction (SoD) 2008年10月20~25日頃
- 16:Underfoot (UF) 2009年12月15日（12月8日より先行公開）
- 17:House of Thule (HoT) 2010年10月
- 18:Veil of Alaris (VoA) 2011年11月頃[3]
- 19:Rain of Fear (RoF) 2012年11月28日[4]

## 開発/運営状況
現在までに19の拡張パックが発売されている。
また、エバークエストのパラレルワールドとしてNorrathの500年後の世界を舞台にした「エバークエスト2（EverQuestⅡ）」が2004年11月8日にサービスを開始している。
2004年5月11日 - 「エバークエスト2」の日本国内での取り扱いや国内向けのカスタマイズ・サポートを、すでに同じMMORPGであり、エバークエストにヒントを得たとされているファイナルファンタジーXIを展開中のスクウェア・エニックスが行うことが発表され、世間を驚かせた。
同年9月1日 - 日本における「エバークエスト」の運営管理会社がSo-netからガマニアデジタルエンターテインメントに移行。ガマニアはもともとアジア地域においてエバークエストの運営を行っており、日本だけが例外的にソニーおよびソニーコミュニケーションネットワークによる運営を行っていた。だが、度重なるパッチや拡張の遅延が続き、プレイヤーからの大規模な抗議が相次いだこともあり、ガマニア社は本家エバークエストへ日本語版のプレイヤーを移住させるという決断をするに至った。そして2006年5月30日をもち日本語版の運営は終了することとなった。

## 日本語訳小説
2008年4月25日に荒俣宏による翻訳で公式小説「エバークエスト 連合帝国（combine empire）の興亡」（原題 Ocean of Tears）がアスキー・メディアワークスから発売されている。なおこの作品は翻訳第一弾ではあるが、原書では二巻目にあたる（ただし各巻において、主人公も時代も異なる完全な読切である）。